# Mitroplatia pyrellioides
Mitroplatia pyrellioides är en tvåvingeart som först beskrevs av Charles Howard Curran 1928.  Mitroplatia pyrellioides ingår i släktet Mitroplatia och familjen husflugor. Inga underarter finns listade i Catalogue of Life.